# Citronella gongonha
Citronella gongonha är en järneksväxtart som först beskrevs av Carl Friedrich Philipp von Martius, och fick sitt nu gällande namn av Howard. Citronella gongonha ingår i släktet Citronella och familjen Cardiopteridaceae. Inga underarter finns listade i Catalogue of Life.